# Tebi majko misli lete
Tebi majko misli lete je pjesma sevdalinka. Napisao ju je nekad poznati sarajevski novinar i humorist Nikola Škrba, a uglazbio harmonikaš i voditelj narodnih orkestara Ismet Alajbegović Šerbo. Pjesmu je po prvi put snimila Zehra Deović za svoju prvu Jugotonovu ploču iz 1962. godine.
Pjesmu je 1970-ih "ponovno proslavio" Meho Puzić u krugovima bosanskohercegovačkih pečalbara u Zapadnoj Europi. Još su ju pjevali: Safet Isović, Sejo Pitić, Ferid Avdić, Vice Vukov, Ibrica Jusić, Mate Bulić i ini. 
Na dobar način, starinskim slikama i himničnim poljima i dolinama, pjevnom, jednostavnom melodijom, pjesma je izražavala sentimente tih ljudi. Kao u pjesmi S one strane Plive, koja kaže: “svaka tuđa zemlja, tuga je golema”, ljudima je dana prilika da domovinu nađu u svom bezdomovinstvu, u pjesmi koja im kaže da je, možda, više nikada neće vidjeti.
Tebi majko misli lete u bosanskim katoličkim kleričkim krugovima, i petrovskim i fratarskim jednako, odavno je postala neformalna i vancrkvena pučka himna posvećena materinsko-marijanskom sentimentu. Razlog tomu je svakako drastično smanjenje katolika u Bosni. Prije rata u Bosni i Hercegovini, Vrhbosanska nadbiskupija je imala 528.539, a danas ih je 195.522. Taj se broj svake godine smanjuje.
Potvrda statusa pjesme prepoznata je u pjevanju vrhbosanskog nadbiskupa Vinka kardinala Puljića u povodu posvećenja crkve. Izvori se ne slažu koje: one Prečista Srca Marijina, koju je 11. kolovoza posvetio u Posavskoj Mahali kraj Odžaka, ili Žalosne Gospe, koju je, na mjestu predratne minirane župne crkve, posvetio 27. srpnja u Čardaku kod Modriče. Oba sela su u zavičaju Mehe Puzića, u Bosanskoj Posavini, u prije rata bogatom kraju.
Pod prostranom šatrom, kao za svadbe, vrhbosanski nadbiskup, kardinal Vinko Puljić, u kardinalskoj je odori i s mikrofonom u ruci, od prve do posljednje strofe okupljenim vjernicima otpjevao Tebi majko misli lete. Kardinal Puljić pjeva ju na posvećenju jedne od marijanskih crkvi, izniklih na opustošenoj posavskoj zemlji s mišlju na Bogomajku i na sve druge majke. Ta sevdalinka priča tužnu istinu o nestajanju hrvatskog naroda u Bosni, koji je napušten od hrvatske države i svojih sunarodnjaka u Hercegovini i Hrvatskoj.

## Vanjske poveznice
- Zehra Deović ‎– Pjesme Iz Bosne, discogs.com